# Eva Schatzer
Eva Schatzer (Bressanone, 16 gennaio 2005) è una calciatrice italiana, centrocampista della Juventus e delle nazionali italiane under 19, under 23 e maggiore.

## Carriera

### Club

#### Esordi e Juventus
Schatzer cresce con la famiglia a Varna, in Alto Adige. Si appassiona al gioco del calcio seguendo padre e fratello, che già lo praticavano, fin dalla tenera età e inizia a giocare a 5 anni nella locale squadra del paese, unica ragazzina tra i maschi di pari età, inizialmente nel ruolo di portiere.
Nell'estate del 2014 decide di continuare l'attività in una squadra interamente femminile accasandosi al Brixen OBI, iniziando qui la trafila delle giovanili che vedrà lei e le compagne, tra le quali la cugina Elisa Pfattner con la quale condividerà in seguito l'evoluzione professionale, affrontare, e sconfiggere, compagini maschili nei locali campionati Esordienti. Sotto la guida del tecnico Florian Weissteiner, con cui le brissinesi tra il 2016 e il 2017 si distinguono nei tornei under 12 di Gazzetta Cup e Danone Nations Cup, Schatzer e Pfattner attirano l'interesse degli osservatori dei grandi club, concretizzatosi in un provino con la Juventus.
Con il club di Torino, dopo il suo arrivo nell'estate 2020, Schatzer inizia a giocare nella sua squadra under 17; dopo solo un mese passa in pianta stabile nella rosa della la squadra under 19 che disputa il Campionato Primavera 2020-2021, e che in quella stagione dopo aver chiuso al primo posto il girone A della fase preliminare arriva alla finale, perdendola in zona Cesarini con la Roma per 1-0. Per le due stagioni successive continua a indossare da capitano la maglia dell'under 19, giocando, e perdendo con le giallorosse, ancora una volta la finale del campionato 2021-2022 di categoria, e la prima parte del Campionato Primavera 1 con il nuovo format; frattanto da inizio 2023 Joe Montemurro comincia ad aggregarla occasionalmente alla prima squadra, facendola esordire in Coppa Italia l'8 gennaio, rilevando Linda Sembrant al 29' del secondo tempo nella 3ª giornata del girone B del primo turno eliminatorio vinto 4-1 sul Brescia.

#### Prestito alla Sampdoria e ritorno in bianconero
Nel corso della sessione di calciomercato dell'estate 2023 la società decide di cederla in prestito, assieme a Michela Giordano, alla Sampdoria, andando a completare l'organico della squadra poco prima dell'inizio della stagione; il club ligure aveva infatti vissuto un travagliato momento dichiarando, per poi smentire, la sua non iscrizione al campionato di Serie A femminile 2023-2024. Pur partendo in ritardo con la preparazione, il tecnico Salvatore Mango ripone fiducia in Schatzer, schierandola titolare fin dal primo incontro di campionato, esordendo così in Serie A il 17 settembre 2023, nell'incontro casalingo perso 2-0 con l'Inter. La prima rete in maglia blucerchiata arriva alla 10ª giornata, nonché prima di ritorno, sul campo dell'Inter, dove al 6' la centrocampista apre le marcature in una partita poi conclusasi sull'1-1.
Per la stagione 2024-2025 fa ritorno in pianta stabile alla Juventus, inserita nella rosa della prima squadra. Il 21 settembre, alla terza giornata, segna la sua prima rete in bianconero nella vittoria esterna contro la Lazio (1-2).

### Nazionale
Ha giocato per le nazionale giovanili italiane under 17, under 19 e under 23, con cui ha totalizzato 18 partite e 4 gol.
Inizialmente inserita dal commissario tecnico Milena Bertolini, nell'estate 2023, tra le preconvocate in vista del mondiale in Australia e Nuova Zelanda, non viene confermata nella rosa per la fase finale.
Nella successiva gestione tecnica di Andrea Soncin, dopo alcune convocazioni, debutta in nazionale maggiore il 25 ottobre 2024, subentrando a Giada Greggi al 61' dell'amichevole contro Malta, vinta per 5-0.

## Statistiche

### Presenze e reti nei club
Statistiche aggiornate al 17 maggio 2025.
| Stagione        | Squadra         | Campionato      | Campionato | Campionato | Coppe nazionali | Coppe nazionali | Coppe nazionali | Coppe continentali | Coppe continentali | Coppe continentali | Altre coppe | Altre coppe | Altre coppe | Totale | Totale |
| Stagione        | Squadra         | Comp            | Pres       | Reti       | Comp            | Pres            | Reti            | Comp               | Pres               | Reti               | Comp        | Pres        | Reti        | Pres   | Reti   |
| --------------- | --------------- | --------------- | ---------- | ---------- | --------------- | --------------- | --------------- | ------------------ | ------------------ | ------------------ | ----------- | ----------- | ----------- | ------ | ------ |
| gen.-giu. 2023  | Juventus        | A               | 0          | 0          | CI              | 3               | 0               | UWCL               | -                  | -                  | SI          | -           | -           | 3      | 0      |
| 2023-2024       | Sampdoria       | A               | 23         | 2          | CI              | 2               | 0               | -                  | -                  | -                  | -           | -           | -           | 25     | 2      |
| 2024-2025       | Juventus        | A               | 21         | 3          | CI              | 4               | 0               | UWCL               | 7                  | 0                  | SI          | -           | -           | 32     | 3      |
| Totale carriera | Totale carriera | Totale carriera | 44         | 5          | -               | 9               | 0               | -                  | 7                  | 0                  | -           | -           | -           | 60     | 5      |

### Cronologia presenze e reti in nazionale
| Cronologia completa delle presenze e delle reti in nazionale ― Italia | Cronologia completa delle presenze e delle reti in nazionale ― Italia | Cronologia completa delle presenze e delle reti in nazionale ― Italia | Cronologia completa delle presenze e delle reti in nazionale ― Italia | Cronologia completa delle presenze e delle reti in nazionale ― Italia | Cronologia completa delle presenze e delle reti in nazionale ― Italia | Cronologia completa delle presenze e delle reti in nazionale ― Italia | Cronologia completa delle presenze e delle reti in nazionale ― Italia |
| Data                                                                  | Città                                                                 | In casa                                                               | Risultato                                                             | Ospiti                                                                | Competizione                                                          | Reti                                                                  | Note                                                                  |
| --------------------------------------------------------------------- | --------------------------------------------------------------------- | --------------------------------------------------------------------- | --------------------------------------------------------------------- | --------------------------------------------------------------------- | --------------------------------------------------------------------- | --------------------------------------------------------------------- | --------------------------------------------------------------------- |
| 25-10-2024                                                            | Roma                                                                  | Italia                                                                | 5 – 0                                                                 | Malta                                                                 | Amichevole                                                            | -                                                                     | 62’                                                                   |
| 2-12-2024                                                             | Bochum                                                                | Germania                                                              | 1 – 2                                                                 | Italia                                                                | Amichevole                                                            | -                                                                     | 78’                                                                   |
| 4-4-2025                                                              | Solna                                                                 | Svezia                                                                | 3 – 2                                                                 | Italia                                                                | UEFA Women's Nations League 2025 - Fase a gironi                      | -                                                                     | 71’ 74’                                                               |
| 8-4-2025                                                              | Herning                                                               | Danimarca                                                             | 0 – 3                                                                 | Italia                                                                | UEFA Women's Nations League 2025 - Fase a gironi                      | -                                                                     | 76’                                                                   |
| Totale                                                                |                                                                       | Presenze                                                              | 4                                                                     |                                                                       | Reti                                                                  | 0                                                                     |                                                                       |

## Palmarès

### Club
- Coppa Italia: 2

Juventus: 2022-2023, 2024-2025
- Campionato italiano: 1

Juventus: 2024-2025